# Bra Boys
Bra Boys är ett australiskt surfgäng som grundades i Maroubra, en östlig förort till Sydney, New South Wales. Gänget blev ökänt under 1990-talet genom sina våldsamma sammandrabbningar med bland annat polisen. 2007 uppmärksammades gänget internationellt genom dokumentären Bra Boys: Blood is Thicker then Water skapad av medlemmar ur gänget.